# Байкеры (фильм, 2003)
«Байкеры» (англ. Biker Boyz) — фильм режиссёра Реджи Рока Байтвуда, снятый в жанре мелодрамы и гоночного боевика и повествующий о непростых взаимоотношениях в мире подпольных мотогонок.

## Сюжет
В мире подпольных мотогонок безоговорочно правит «Король Кали» Смоук (Лоренс Фишберн). Многие гонщики рисковали бросить ему вызов, но никто не смог одолеть. Но царство Смоука не устраивает молодого гонщика Кида (Дерек Люк), который мечтает победить Смоука и отобрать у него и шлем и титул. Противостояние усугубляется тем, что отец Кида Слик Уилл долгие годы был бессменным механиком Смоука и погиб в ходе гонки, когда мотоцикл противника Смоука вылетел с трассы.
Вскоре после гибели отца Кид вновь появляется на мотовечеринке и сразу вмешивается в гонку между Stuntman и Донни, он обгоняет их обоих, при этом ухитряясь проехать часть пути стоя на мотоцикле. Кид выигрывает гонку и пытается бросить вызов Смоуку, однако последний отказывается, утверждая что Кид ещё не настолько опытен, чтобы бросать вызов королю.
Кид решает основать свой мотоклуб, который называется Biker Boyz. Постепенно в его клубе появляются другие гонщики, которым нравится как Кид гоняет. Кид вызывает одного за другим гонщиков из других клубов, в ходе одной из гонок его арестовывает полиция. Только теперь его мать, Анита, узнаёт, что её сын гоняет на мотоцикле. Потеряв мужа и опасаясь за сына, она вынуждает последнего дать ей обещание, что тот больше никогда не будет соревноваться. Однако на ближайшей вечеринке Киду бросает вызов Dogg, один из лучших гонщиков города. Считая, что победив Doggа он заслужит право сразиться со Смоуком Кид принимает вызов. Анита в страхе перед предстоящей гонкой идёт к Смоуку и рассказывает тому, что на самом деле Кид его сын и уговаривает того помешать старту. Смоук успешно отменяет заезд, но для этого ему приходится подраться с сыном.
На утро Анита рассказывает о том, кто его отец Киду, тот уходит из дома. Гонщики из клуба Кида принимают участие во всех гонках города, зачастую нарушая установившиеся годами правила. В одной из передряг Киду угрожают оружием, но вмешивается Смоук со своими подручными и дело улаживается. На все попытки Смоука поговорить по душам с сыном, Кид отвечает агрессией, тогда Смоук объявляет, что готов принять вызов Кида, при условии: если победит Смоук, то Кид навсегда оставляет мотогонки.
Тем временем происходит заезд между Кидом и Dogg-ом. В ходе заезда последний просто выталкивает с трассы Кида, тот падает и разбивает мотоцикл. Смоук первый подбегает к месту аварии. И хотя с Кидом ничего не произошло, но лёд в отношениях отца и сына оказался сломленным.
Однако мотоцикл Кида невозможно починить в срок до гонки против Смоука. Однако вечером появляется Dogg и говорит, что случившееся — это только его вина, он хотел убедиться насколько хорошо Кид гоняет и готов одолжить ему собственный мотоцикл, единственный в городе, способный конкурировать с техникой Смоука. При том условии, что Кид непременно сделает то, что самому Doggу никогда не удавалось, обогнать Смоука.
На следующий день, в ходе гонки, Смоук, вспоминая свою жизнь, и опасаясь за будущее сына, перед самым финишем притормаживает и пропускает Кида вперёд. Тот побеждает, но в знак уважения не принимает шлем от побеждённого.

## В ролях
| Актёр          | Роль       |
| -------------- | ---------- |
| Лоренс Фишберн | Смоук      |
| Дерек Люк      | Кид        |
| Орландо Джонс  | Soul Train |
| Джимон Хонсу   | Motherland |
| Лиза Боне      | Queenie    |
| Брендан Фер    | Stuntman   |
| Лоренц Тейт    | Wood       |
| Кид Рок        | Dogg       |
| Рик Гонсалес   | Primo      |
| Миган Гуд      | Тина       |

## Техника
В фильме использовались следующие транспортные средства:
- Розовый и жёлтый Suzuki Hayabusa GSX1300R — Смоук
- Жёлтый Suzuki GSXR750 — Кид
- Чёрный Kawasaki ZX12R — Dogg
- Ducati 996S — Primo
- Оранжевый Yamaha R1 — Chu Chu
- Серебристый Yamaha R1 — Stuntman
- 1992 Kawasaki KZ1000 — Soul Train
- Honda CBR1100XX — Motherland
- T-Rex — T.J.

## Прочее
Лоренс Фишберн, Орландо Джонс и Кид Рок в реальной жизни также являются байкерами.
Настоящий Король Кали появляется фильме в камео в сцене с мойкой в бикини.

## Критика
На агрегаторе рецензий Rotten Tomatoes рейтинг одобрения составляет 23 % на основе 93 рецензий со средним рейтингом 4,2 из 10. Ричард Роупер охарактеризовал фильм так: «Байкеры — это просто глупый фильм». Остальные отзывы примерно такого же уровня: «„Байкеры“ подобны сверхмощному мотоциклу, которому некуда ехать».